# گرمایش جهانی (آلبوم)
گرمایش جهانی (به انگلیسی: Global Warming) هفتمین آلبوم استودیویی هیپ هاوس رپر آمریکایی پیت بول است که در تاریخ ۱۴ نوامبر سال ۲۰۱۱ توسط شرکت های موسیقی آر سی ای رکورد، مستر ۳۰۵ و پالا گراندز منتشر شد. این آلبوم به سبک هیپ هاوس، دنس پاپ، لاتین پاپ و الکترونیک می‌باشد که توسط آرماندو کریستین پرز ، بیگرام زایاس ، دورل بابس ، سافلی و نیاس و سیدنی سامسون آهنگسازی شده است.

## تک آهنگ‌ها
- گرمایش جهانی (به همراهی سنساتو)
- مهمانی را قطع نکن (به همراهی تی جی آر)
- حس این لحظه (به همراهی کریستینا آگیلرا)
- برگشت در زمان
- ما منتظر دیدار دوباره هستیم (به همراهی کریس براون)
- جشنی بیشتر نیست (به همراهی آشر و افروجک)
- نوشیدنی برای تو (به همراهی جنیفر لوپز)
- کمی سرگرمی (به همراهی د وانتد و افروجک)
- جایی دور افتاده (به همراهی دنی مرسر)
- چو چا چو چا چو چا (به همراهی انریکه ایگلسیاس)
- شب قبلی (به همراهی هاوانا براون و افروجک)
- من که خاموشم
- اچا پالا (به همراهی پاپایو)
- همه ..... (به همراهی ایکان و دیوید راش)
- شروع کنید (به همراهی شکیرا)
- 1159 (به همراهی وین)[۱]